# Monique Nemer
Pour les articles homonymes, voir Nemer.
Monique Nemer, née le 18 juin 1938 à Paris et morte le 8 février 2016 sur l'île d'Oléron, est une critique littéraire, éditrice, universitaire et militante politique française.

## Biographie
Issue d'un milieu modeste, sa mère est employée de bureau et son père monteur téléphonique, Monique Nemer passe le baccalauréat à 16 ans, puis devient institutrice. En 1968, elle est reçue première au concours d'agrégation de lettres modernes. Elle intègre ensuite l'université de Caen où elle occupe un poste de professeur de littérature comparée. Plus tard, elle fera partie du jury de l'agrégation et sera nommée chargée de cours à l'École normale supérieure.
Devenue collaboratrice du Monde des livres par l'entremise de Josyane Savigneau, elle entreprend une carrière dans l'édition et entre en 1986 chez Flammarion. En 1991, elle passe chez Stock  en tant que directrice éditoriale. En 1997, elle devient conseillère de Jean-Louis Lisimachio chez Hachette Livres.
S'étant liée à Lionel Jospin après la parution de son Invention du possible, en 1991, elle devient un de ses principaux appuis. Elle coordonne le comité de soutien à sa candidature à l'élection présidentielle de 2002,.
En 2008, elle crée avec sa fille une société de conseil.
Elle meurt le 8 février 2016 sur l'île d'Oléron, à 77 ans.

## Ouvrages
- Raymond Radiguet, Paris, Fayard, 2002, 520 + 16 (ISBN 2-213-61319-2, BNF 38894025).
- Corydon citoyen : essai sur Gide et l'homosexualité, Paris, Gallimard, 2006, 298 p. (ISBN 2-07-077143-1, BNF 40931631).
- Souvenirs de vacances, Paris, Chêne, 2008, 72 p. (ISBN 978-2-84277-887-3, BNF 41315386).
- Avec Claude Fischler, Manger mode d'emploi : entretiens avec Monique Nemer, Paris, fondation Nestlé France, 2011, 115 p. (BNF 43709369).
- Avec Pascal Ory, L'identité passe à table : l'avenir gastronomique de l'humanité en général et de la France en particulier, Paris, Presses universitaires de France, 2013, 133 p. (ISBN 978-2-13-062657-2, BNF 43716280).
- Émile, patriarche des Servan-Schreiber  (préf. Jean-Noël Jeanneney), Paris, Eyrolles, 2014, 317 p. (ISBN 978-2-212-56020-6, BNF 44290000, lire en ligne).

### Traductions
- Henry James, Le Tour d'écrou, Paris, Éditions Stock, coll. « Le Cabinet cosmopolite », 1994 ; réédition en édition bilingue avec le titre original, Paris, Pocket, no 3098, 1998 ; réédition Le Livre de poche, coll. « Les Classiques de poche », no 32862, 2014.